# Josep Maria Abella Batlle
Josep Maria Abella Batlle (Lleida, 3 novembre 1949) è un missionario e vescovo cattolico spagnolo, dal 14 aprile 2020 vescovo di Fukuoka.

## Biografia
Josep Maria Abella Batlle è nato a Lleida il 3 novembre 1949.

### Formazione e ministero sacerdotale
Il 22 agosto 1966 ha emesso la prima professione. Dopo aver compiuto gli studi di filosofia e di teologia presso la Facoltà di Teologia della Compagnia di Gesù a Sant Cugat del Vallès, nel 1973 è stato inviato in Giappone come missionario. L'8 dicembre 1972 ha emesso la professione solenne.
Il 12 luglio 1975 è stato ordinato presbitero. In seguito è stato vicario coadiutore della parrocchia di Midorigaoka, nella diocesi di Nagoya, dal 1975 al 1977; consigliere della provincia claretiana dal 1976 al 1981; direttore dell'asilo "Uminohoshi", nell'arcidiocesi di Osaka, dal 1981 al 1984; parroco della parrocchia di Hirakata, nell'arcidiocesi di Osaka, dal 1981 al 1988; direttore dell'ente scolastico dal 1981 al 1991; direttore dell'asilo "Akenohoshi", nella diocesi di Nagoya, dal 1989 al 1992 e provinciale dell'Asia Orientale dal 1981 al 1992.
Nel 1991 è entrato nel governo generale della sua congregazione a Roma. È stato consigliere generale e direttore del comitato claretiano per l'evangelizzazione dal 1991 al 2003; prefetto dell'apostolato e consigliere del Movimento Laicale Clarettiano.
Il XXIII capitolo generale il 1º settembre 2003 lo ha eletto superiore generale della sua congregazione. Nel 2009 è stato eletto per un secondo sessennio. Il 5 settembre 2015 gli è succeduto padre Mathew Vattamattam.
Durante questo periodo è stato membro per due mandati del consiglio direttivo dell'Unione Superiori Generali (USG), che riunisce congregazioni religiose maschili di tutto il mondo, e vicepresidente della stessa dal 2009.
Ha partecipato come membro scelto dall'Unione Superiori Generali alla XI assemblea generale ordinaria del Sinodo dei vescovi che ha avuto luogo nella Città del Vaticano dal 2 al 23 ottobre 2005 sul tema "L'Eucaristia: fonte e culmine della vita e della missione della Chiesa", alla XII assemblea generale ordinaria del Sinodo dei vescovi che ha avuto luogo nella Città del Vaticano dal 5 al 26 ottobre 2008 sul tema "La Parola di Dio nella vita e nella missione della Chiesa" e XIII assemblea generale ordinaria del Sinodo dei vescovi che ha avuto luogo nella Città del Vaticano dal 7 al 28 ottobre 2012 sul tema "La nuova evangelizzazione per la trasmissione della fede cristiana".
Tornato in Giappone, ha prestato servizio come parroco della parrocchia di Imaichi, nell'arcidiocesi di Osaka, dal 2015 al 2016; membro del vicariato foraneo di Shirokita, nella stessa circoscrizione, dal 2016 e parroco della parrocchia della cattedrale dell'Immacolata Concezione della Vergine Maria di Osaka dal 2017.

### Ministero episcopale
Il 2 giugno 2018 papa Francesco lo ha nominato vescovo ausiliare di Osaka e titolare di Malamocco. Ha ricevuto l'ordinazione episcopale il 16 luglio successivo nella cattedrale dell'Immacolata Concezione della Vergine Maria a Osaka dal cardinale Thomas Aquino Manyo Maeda, arcivescovo metropolita di Osaka, co-consacranti l'arcivescovo metropolita di Nagasaki Joseph Mitsuaki Takami e quello di Tokyo Tarcisius Isao Kikuchi.
Il 14 aprile 2020 lo stesso pontefice lo ha nominato vescovo di Fukuoka. Ha preso possesso della diocesi il 17 maggio successivo.
In seno alla Conferenza episcopale del Giappone è membro del comitato per la nuova evangelizzazione, membro della sezione per l'ecumenismo e membro dello sportello per la protezione dei diritti umani delle donne e dei bambini.

## Genealogia episcopale
La genealogia episcopale è:
- Cardinale Scipione Rebiba
- Cardinale Giulio Antonio Santori
- Cardinale Girolamo Bernerio, O.P.
- Arcivescovo Galeazzo Sanvitale
- Cardinale Ludovico Ludovisi
- Cardinale Luigi Caetani
- Cardinale Ulderico Carpegna
- Cardinale Paluzzo Paluzzi Altieri degli Albertoni
- Papa Benedetto XIII
- Papa Benedetto XIV
- Papa Clemente XIII
- Cardinale Marcantonio Colonna
- Cardinale Giacinto Sigismondo Gerdil, B.
- Cardinale Giulio Maria della Somaglia
- Cardinale Carlo Odescalchi, S.I.
- Vescovo Eugène de Mazenod, O.M.I.
- Cardinale Joseph Hippolyte Guibert, O.M.I.
- Cardinale François-Marie-Benjamin Richard de la Vergne
- Cardinale Pietro Gasparri
- Arcivescovo Cesare Orsenigo
- Cardinale Josef Frings
- Arcivescovo Bruno Wüstenberg
- Arcivescovo Paul Hisao Yasuda
- Vescovo Joseph Atsumi Misue
- Cardinale Thomas Aquino Manyo Maeda
- Vescovo Josep Maria Abella Batlle, C.M.F.